# Kingston (Tasmanie)
Pour les articles homonymes, voir Kingston.
Kingston est une ville, siège du conseil de Kingborough dans la circonscription de Franklin à 25 km au sud de Hobart en Tasmanie, en Australie.
La ville avait une population s'élevant à 13 746 habitants lors du recensement de 2001.